# Divuit Grans Preludis Corals

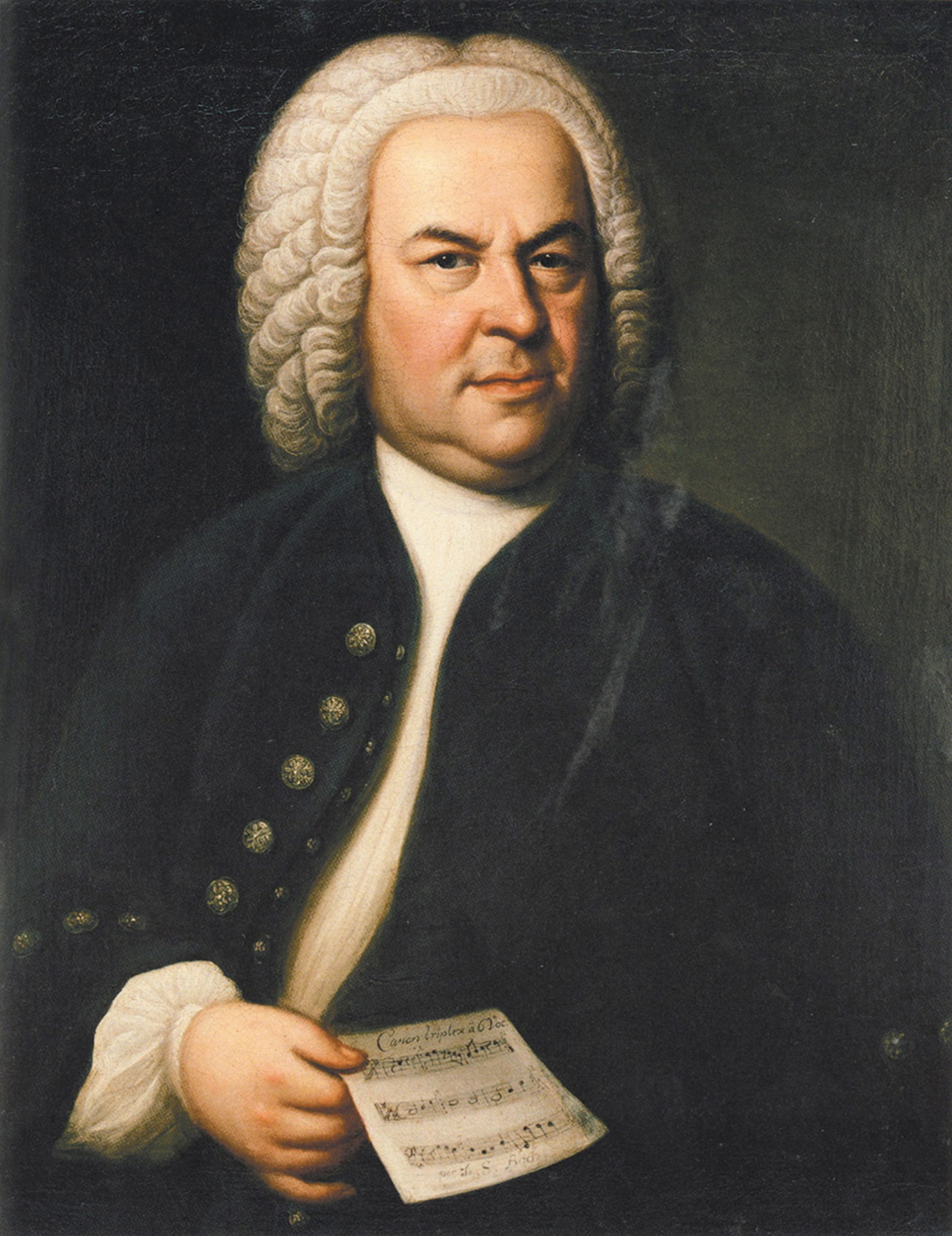
Johann Sebastian Bach, 1746

Els Divuit Grans Preludis Corals, BWV 651–668, són un recull de preludis corals d'orgue compostos per Johann Sebastian Bach. Aquest recull es va realitzar a Leipzig durant la darrera dècada de la seva vida (1739–1750), i està constituït, en la seva gran majoria, a partir d'obres anteriors compostes —segons Spitta— durant el període de Weimar o —segons sosté Rust— a Leipzig. Hans Koltz i Ulrich Meyer, així com altres teòrics, consideren que s'hauria de parlar de disset corals perquè, tal com mostra el manuscrit, Bach va deixar una pàgina en blanc intencionadament entre els primers disset corals i l'últim.
En qualsevol cas, aquest conjunt de peces constitueix una col·lecció enciclopèdica de preludis corals de gran escala, en una varietat d'estils que es remunten al segle anterior, que Bach gradualment va perfeccionar durant la seva vida. Juntament amb els 45 preludis corals de l'Orgelbüchlein ('Petit llibre d'orgue'), BWV 599-668, els 6 anomenats Schübler-Chörale ('Corals Schübler'), BWV 645-650, i els 21 del tercer volum del Clavier-Übung ('Exercicis per a teclat'), BWV 669-689, representen l'apogeu de la música sacra per a orgue sol de Bach.

## Història

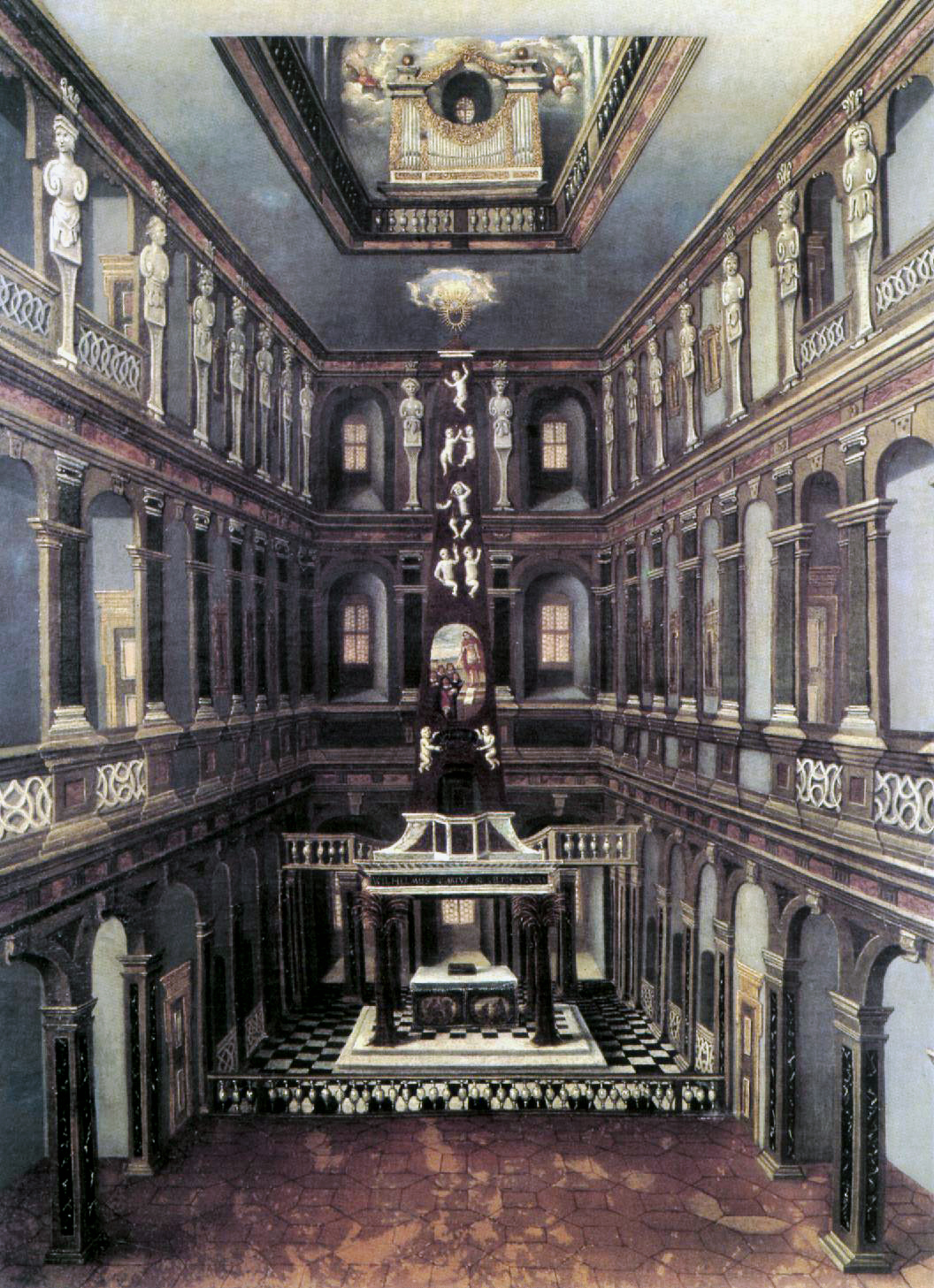
La capella de la cort al Schloss de Weimar, on Bach n'era l'organista. Es pot apreciar l'orgue a la part superior de la imatge.

Hi ha versions primerenques de gairebé tots els preludis corals que es creu que daten d'entre 1710–1714, durant el període comprès entre 1708 i 1717, quan Bach treballava a Weimar com a Konzertmeister ('director musical') i organista titular a la cort de Wilhelm Ernst, duc de Saxe-Weimar. De resultes de l'encoratjament del Duc, un devot luterà i amant de la música, Bach va escriure una gran varietat d'obres de caràcter secular i litúrgiques per a orgue en el que va ser el seu període més productiu quant a la composició per a aquest instrument. Tal com s'esmenta a l'obituari (Nekrolog) del compositor, aparegut el 1754 i possiblement escrit pel seu propi fill Carl Philipp Emanuel Bach i un dels alumnes de Bach, Johann Friedrich Agricola: «la delícia de la gràcia en la seva manera de tocar el va impulsar a intentar tot el possible en l'art del tractament de l'orgue. Aquí, ell també va escriure la majoria de les seves obres per a orgue». Durant el període en què Bach va estar a Weimar i sota la seva supervisió, l'orgue de la capella es va millorar i ampliar; va passar a ocupar un altell a l'extrem est de la capella, just a sota del sostre. L'instrument tenia dos teclats manuals, un pedaler i prop d'una dotzena de registres, incloent, a petició de Bach, una fila de campanes afinades. És probable que els preludis corals més llargs tinguessin alguna funció cerimonial durant els oficis a la capella de la cort com, per exemple, acompanyant la comunió.
Quan posteriorment Bach es va traslladar i va esdevenir mestre de capella a Köthen el 1717 i cantor al Thomaskirche a Leipzig el 1723, les seves obligacions no incloïen especialment composicions per a orgue. El manuscrit autògraf dels 18 Grans Preludis Corals, actualment conservat com a P 271 a la Biblioteca Estatal de Berlín, documenta que Bach va començar per preparar la col·lecció al voltant 1740, després d'haver completat la tercera part del Clavier-Übung el 1739. El manuscrit consta de tres parts: les sis sonates a trio per a orgue BWV 525–530 (1727–1732); les Variacions canòniques sobre Vom Himmel hoch da komm' ich her ('Vaig pujant des del cel') BWV 769, afegides al mateix temps que els Preludis Corals (1739–1750); i una versió primerenca de Nun komm' der heiden Heiland ('Vine ara, Salvador dels pagans'), BWV 659 (1714–1717), annexat després de la mort de Bach.
Els primers tretze preludis corals (BWV 651–663) van ser afegits per Bach mateix entre el 1739 i el 1742, complementats pels preludis BWV 664 i 665 el 1746–1747. El 1750, quan Bach va començar a patir de ceguesa abans de la seva mort el juliol d'aquell mateix any, probablement dictà els preludis BWV 666 i 667 al seu estudiant i gendre Johann Christoph Altnikol i foren copiats pòstumament al manuscrit. Només la primera pàgina de l'últim preludi coral, el BWV 668, sovint anomenat «Coral del llit de mort», ha arribat als dies actuals, ja que va ser copiada per un copista anònim. La versió original d'aquesta peça és el coral ornamentat Wenn wir in höchsten Nöten sein ('Quan ens trobem en grans destrets'), BWV 641, que es troba a l'Orgelbüchlein, escrit, per tant, no més tard de 1713. Potser mentre es trobava a Weimar o més tard, Bach el va adaptar tot reduint l'ornamentració de la veu superior. Aquesta segona versió (BWV 668a) va aparèixer com a apèndix a l'edició pòstuma de l'Art de la fuga de 1751. La versió incompleta que apareix al manuscrit dels 18 Grans preludis corals, amb el títol Vor deinen Thron tret ich hiermit ('Davant del vostre tron comparec'), BWV 668, és una versió lleugerament revisada de BWV 668a.
Hi ha hagut diverses explicacions de les circumstàncies que envolten la composició d'aquest coral. La narració biogràfica de 1802 de Johann Nikolaus Forkel, que relatava el dictat extemporani de Bach a Altnikol del preludi coral BWV 668 ha estat descartada: va ser una llegenda apòcrifa impulsada pels hereus de Bach Carl Philipp Emanuel Bach i Wilhelm Friedemann Bach. La peça és, tanmateix, ara acceptada com una revisió ampliada del preludi coral Wenn wir en höchsten Nöthen sein (BWV 641, ca. 1715) que es troba a l'Orgelbüchlein.

## Models de composició

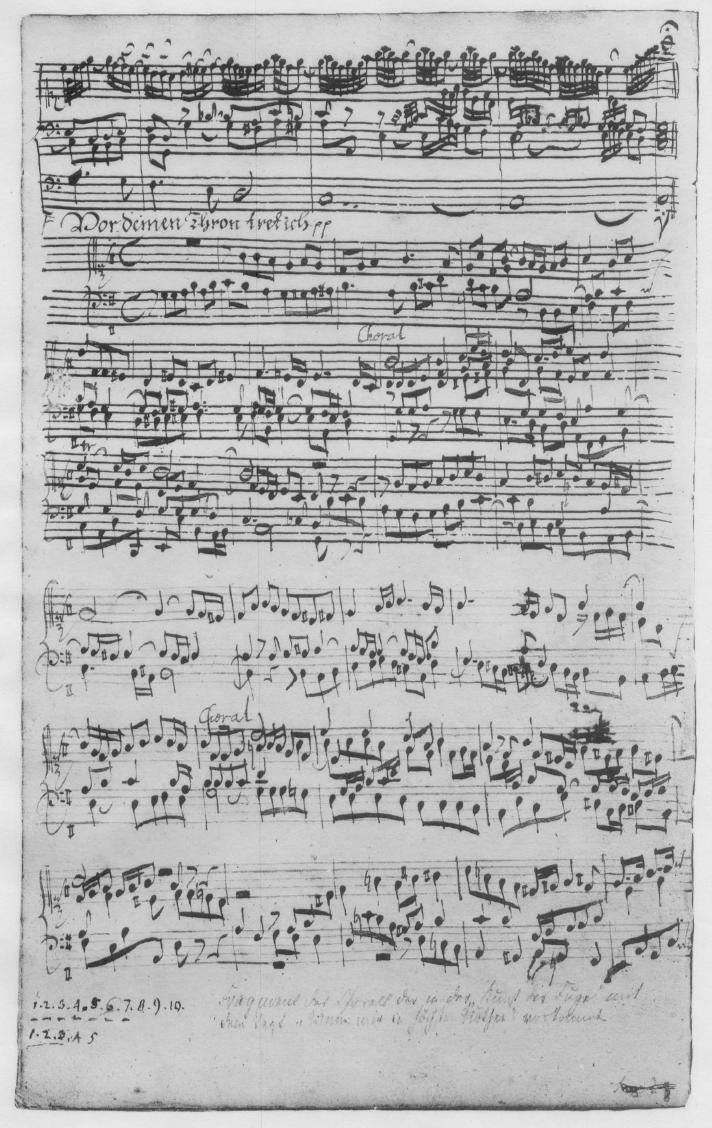
L'única pàgina supervivent del manuscrit de «Vor deinen Thron tret ich», BWV 668, va ser copiada per un desconegut l'últim any de vida de Bach.

El ventall d'estils i formes representades pels 18 Grans Preludis Corals és tan divers com a El clavecí ben temperat per a teclat. Les peces estan escrites a gran escala, en comparació amb la intimitat de les miniatures dels preludis corals que es troben a l'Orgelbüchlein. Molts dels corals reten homenatge a alguns vells models de la tradició litúrgica alemanya (Georg Böhm, Buxtehude i Pachelbel), però la influència paral·lela de la tradició del concert italià és igualment visible. És una salutació a les tradicions musicals del segle anterior feta des de la perspectiva de mitjan segle divuit. A diferència de la tercera part del Clavier-Übung, on Bach va impulsar les seves tècniques de composició organística fins a nous límits, els arranjaments dels 18 Preludis Corals representen «la quinta essència de tot allò que va compondre a Weimar en aquest camp artístic»; «transcendeixen per la seva magnitud i profunditat tots els tipus previs de preludi coral»; i mostren una «qualitat gairebé tan impecable com la que tindríem dret a esperar com a éssers humans.» Els divuit es caracteritzen pel seu acompanyament independent i lliurement desenvolupat que omple, també, els llargs fragments entre les successives línies del cantus firmus, una característica del seu ampli abast que no ha complagut tots els estudiosos.

### Motet coral
El motet del Renaixement, en un estil madrigal, constitueix el model que segueix el motet coral, emprat a BWV 665 i 666. Cada línia del coral està establerta com a punt d'imitació per les diverses parts, les quals mantenen un ritme comú. Aquest estil, el més primerenc utilitzat per Bach, va ser emprat també a les seves cantates de Mühlhausen, com ara a la cantata de funeral Actus tragicus, BWV 106. Una característica distintiva comuna és l'ús de figures musicals per il·lustrar línies particulars o, fins i tot, paraules en el text.

### Partita coral
La partita coral és un conjunt de variacions sobre una melodia coral. Normalment, cada variació repeteix la melodia del coral i és, essencialment, un moviment separat. Aquest estil prové del compositor holandès Sweelinck i va ser adoptat pels seus alumnes alemanys Scheidt i Scheidemann; la tradició va continuar al segle xviii, amb Georg Böhm i Pachelbel, qui va proporcionar el model utilitzat per Bach. Bach, tanmateix, va trencar la norma als dos preludis corals d'aquest estil, BWV 656 i 667, on cada un té únicament un petit nombre de variacions (tres i dues). Aquestes partites corals podrien ser un homenatge a Buxtehude, qui havia escrit partites similars, i la música del qual i la seva virtuositat a l'orgue se sap que van exercir una influència considerable en Bach durant la seva joventut.

### Coral ornamentat
En el coral ornamentat, una forma inventada i popularitzada a l'Alemanya del Nord per Scheidemann, la melodia del coral és agafada per una veu d'una manera elaborada i altament embellida. Buxtehude va ser un dels exponents més rellevants d'aquest tipus de coral, amb les seves particularment expressives ornamentacions «vocals».
Cinc preludis dels 18 Grans Preludis Corals van ser escrits en aquest estil: BWV 652, 653, 654, 659 i 662.

### Coral decantus firmus
Al coral de cantus firmus, la melodia del coral sona amb notes llargues durant la peça. Aquest tipus de coral va ser establert i popularitzat a l'Alemanya central per Pachelbel. Un dels seus estudiants va ser Johann Christoph Bach III, germà gran de Bach, qui va ensenyar-li la tècnica del teclat. Hi ha sis exemples de corals de cantus firmus: BWV 651, 657, 658, 661, 663 i 668.

### Coral a trio
El coral a trio té la forma d'una sonata a trio en què les parts superiors es toquen amb els dos teclats de l'orgue, mentre que el baix continu està a càrrec del pedal. Bach va elevar aquesta forma a l'estatus dels dobles concerts o sonates a trio contemporanis italians, com els d'Antonio Vivaldi i Giuseppe Torelli. Aquesta és probablement la seva innovació més original al repertori dels corals d'orgue. Els tres virtuosístics preludis corals a trio d'aquest tipus són BWV 655, 660 i 664.

## Preludis corals BWV 651–668
Les breus descripcions dels preludis corals estan basades en l'anàlisi detallada de Williams (1980) i Stinson (2001).
Per escoltar l'arxiu MIDI, si us plau cliqueu l'enllaç.
- BWV 651 Fantasia super Komm, Heiliger Geist ['Vine, Esperit Sant'], canto fermo in Pedale (coral de cantus firmus)  escolteu-ho (?·pàg.)

Sobre el coral al pedal, es constitueix una tocata exuberant que transporta «el vent fort i impetuós» de l'Esperit Sant; un segon subjecte ornamentat simbolitza els Hallelujas a la culminació de l'himne.
- BWV 652 Komm, Heiliger Geist ['Vine, Esperit Sant'], alio modo a 2 Clav. e Pedale (coral ornamentat) ; escolteu-ho (?·pàg.)

En el que és el més llarg dels preludis corals, la melodia ornamentada del coral canta per sobre d'una sarabanda a tres veus lírica i calmada, amb semicorxeres ondulants que flueixen i marquen els Hallelujas de la coda.
- BWV 653 An Wasserflüssen Babylon ['Per les aigües de Babilònia'], a 2 Clav. e Pedale (coral ornamentat)  escolteu-ho (?·pàg.)

És una paràfrasi del Salm 137. Els suaus ritornellos de les parts acompanyants a les dues parts superiors i al pedal d'aquesta sarabanda, anticipen el coral ornamentat al tenor, evocant la trista tonada de l'himne: els «orgues i les arpes, van penjar als salzes». En un famós concert el 1720 al gran orgue de l'església de Santa Caterina d'Hamburg, Bach va improvisar gairebé mitja hora sobre la melodia d'aquest himne, com a tribut per l'organista de l'església Johann Adam Reinken i la seva celebrada fantasia sobre el mateix tema.
- BWV 654 Schmücke dich, o liebe Seele ['Adorna't, ànima estimada'], a 2 Clav. e Pedale (coral ornamentat)  escolteu-ho (?·pàg.)

El coral a la veu superior, sòbriament ornamentat però melismàtic, alterna amb els ritornellos a manera de dansa de les dues veus interiors sobre la base d'un pedal; el contrapunt entre les quatre diferents parts, gairebé d'un altre món, crea un aire de gran serenitat, una «vehement meditació» en el ritu de la comunió. L'adornament a què fa referència el títol del coral es veu il·lustrat per l'embelliment de les melodies mitjançant l'ornamentació d'estil francès de les parts superiors.
- BWV 655 Trio super Herr Jesu Christ, dich zu uns wend ['Senyor Jesucrist, atén-nos'], a 2 Clav. e Pedale (coral a trio)  escolteu-ho (?·pàg.)

Similar, pel que fa a la textura, a moviments de les sonates a trio per orgue, aquest exultant i animat preludi coral recorda l'«eterna joia i la benaurada llum», de l'últim vers. La progressió del preludi coral a través de les tonalitats de sol major, re major, mi menor, si menor, re major i, finalment, sol major, evoca els concerts de Vivaldi. Les dues parts manuals solistes i el pedal continu estan basats en elements del cantus firmus, que es pot escoltar de forma íntegra al pedal, durant la recapitulació.
- BWV 656 O Lamm Gottes unschuldig ['Oh, innocent Anyell de Déu'], 3 Versus (partita coral)  escolteu-ho (?·pàg.)

El primer vers d'aquest himne de Divendres Sant és un preludi a quatre parts basades en el cantus firmus: en la primera, apareix explícitament a la veu de la soprano sobre un acompanyament ondulant de corxeres; al segon vers, el cantus firmus es mou a la contralt, i els moviments de corxera esdevenen més vius; al vers final, el pedal pren el relleu del cantus firmus sota un fugat a quatre veus en tresets de negra, que desemboca en un passatge amb notes repetides més articulades que condueix a un passatge cromàtic angoixant, indicatiu de la Crucifixió, i finalment deriva vers un moment de placidesa provocat pel moviment sinuós de corxeres.
- BWV 657 Nun danket Alle Gott ['Ara donem tots les gràcies al nostre Déu'], a 2 Clav. e Pedale, canto fermo in Soprano (coral de cantus firmus)  escolteu-ho (?·pàg.)

Aquest coral preludi segueix de prop el model de Pachelbel, amb una diversitat d'elements imitatius en les parts inferiors, per sota d'un cantus firmus sense ornamentar a la veu de soprano o la veu superior.
- BWV 658 Von Gott will ich nicht lassen ['De Déu jo no em vull pas separar'], Canto fermo in Pedale (coral de cantus firmus)  escolteu-ho (?·pàg.)

L'acompanyament ornamentat a tres parts deriva de les primeres notes de l'himne i un «motiu de joia» separat que impregna la peça i, exquisidament, «serpenteja per sobre i en torn a la melodia del coral com una luxuriosa garlanda d'amarant.» Només quatre línies del cantus firmus se senten al pedal del tenor, i el preludi coral acaba amb una aparent coda intemporal semblant a una coda sobre un pedal, potser il·lustrant els versos finals de l'himne, «després de la mort serem enterrats profundament a la terra; quan hàgim dormit, serem despertats per Déu.» És també interessant de notar que en aquesta coda, com si d'una campana es tractés, la nota do sostingut¹ s'escolta set vegades consecutivament, a una quarta veu, fora de les tres veus d'acompanyament. Això podria semblar indicatiu de la campana funeral alemanya.
- BWV 659 Nun komm' der Heiden Heiland ['Vine ara, Salvador dels pagans'], a 2 Clav. e Pedale (coral ornamentat)  escolteu-ho (?·pàg.)

Sobre les corxeres d'una línia de baix a la manera de continu que «camina» al pedal, les dues parts interiors es mouen endavant meditativament a cànon, sota d'un florit i melismàtic cantus firmus del coral Nun Komm, der Heiden Heiland. La bonica melodia, prolongada sense fi i mai completament perceptible entre els arabescos que es mouen lliurement en espiral, evoca el misteri de l'encarnació i, combina amb la perfecció de l'ornamentació.
- BWV 660 Trio super Nun komm' der Heiden Heiland ['Vine ara, Salvador dels pagans'], a due Bassi e canto fermo (coral a trio)  escolteu-ho (?·pàg.)

Estranyament, aquest preludi coral està escrit com una invenció a dues parts per pedal i baix, amb el cantus firmus ornamentat a la veu de soprano o veu superior, seguint la melodia de l'himne original força rigorosament. El ritornello inicial, juga imitativament en cànon, i conté les notes del cantus firmus —sol, sol, fa♯, si♭, la, sol, la, sol— distribuïdes entre les dues parts del baix.
- BWV 661 Nun komm' der Heiden Heiland ['Vine ara, Salvador dels pagans'], in Organo Pleno, Canto fermo in Pedale (coral de cantus firmus)  escolteu-ho (?·pàg.)

A sota d'una fuga a tres parts per a teclat, típica de les grans fugues lliures per a orgue de Bach, amb un tema de corxeres derivat de la melodia, el cantus firmus s'escolta al pedal. El tema de la fuga, el seu contrasubjecte i les seves inversions són combinades de nombroses maneres en el curs de la peça.
- BWV 662 Allein Gott in der Höh' sei Ehr ['Glòria a Déu a dalt dels cels'], a 2. Clav. e Pedale, Canto fermo in Soprano (coral ornamentat)  escolteu-ho (?·pàg.)

Aquest preludi coral, amb la inusual indicació del moviment Adagio, està basat en una versió de l'himne Gloria in excelsis Deo. Té dues parts interiors en estil fugat sobre un baix semblant a un continu al pedal, amb un cantus firmus florit i melismàtic a la veu de soprano o veu superior, les figuracions de la qual són reminiscents de les melodies per violí o oboè de les cantates de Weimar (per exemple, la simfonia d'Ich hatte viel Bekümmernis, BWV 21).
- BWV 663 Allein Gott in der Höh' sei Ehr ['Glòria a Déu a dalt dels cels'], a 2. Clav. e Pedale, Canto fermo in Tenore (coral com a cant ferm)  escolteu-ho (?·pàg.)

L'acompanyament mitjançant un ritornello d'aquest preludi coral pren la forma de sonata a trio, en què les dues parts superiors, amb les seves figuracions de corxeres contrapuntístiques, vives, que varien constantment, es relacionen amb un baix continu sòlid. El cantus firmus, ornamentat com si fos una ària, s'escolta a la part del tenor, amb els seus melismes de corxera i sospirs.
- BWV 664 Trio super Allein Gott en der Höh' sei Ehr ['Glòria a Déu a dalt dels cels'], a 2. Clav. e Pedale (coral a trio)  escolteu-ho (?·pàg.)

Aquest és un altre preludi coral similar als moviments de les sonates a trio per a orgue, enginyoses, brillants, joioses i similars a un concert. Les dues parts independents solistes i el pedal continu estan basats en elements del cant ferm, les dues primeres frases del qual s'escolten únicament al final de la peça al pedal abans d'un últim fragment codal. El preludi coral es divideix en tres parts: sis exposicions fugades del ritornello; episodis de caràcter violinístic brillant amb suspensions, semicorxeres i trinos prolongats, repetits dues vegades pel ritornello en mode menor; i un retorn del ritornello per sobre del final del cantus firmus, acabant amb un llarg pedal.
- BWV 665 Jesus Christus, unser Heiland ['Jesucrist, el nostre Salvador'], sub Communione, Pedaliter (motet coral)  escolteu-ho (?·pàg.)

En aquest preludi coral, cadascuna de les quatre línies del cantus firmus passa per les diferents veus, amb l'acompanyament d'un contrasubjecte que dona el color musical apropiat a cadascuna de les línies següents: el fet de portar la creu; la ira de Déu; Crist sofrint amargament; i la resurrecció des del turment de l'infern, moment per al qual Bach ofereix el pedal més llarg i elaborat de tota la col·lecció.
- BWV 666 Jesus Christus, unser Heiland ['Jesucrist, el nostre Salvador'], alio modo (motet coral)  escolteu-ho (?·pàg.)

Aquest curt preludi coral per a teclat sol és una forma senzilla de motet coral, amb el cantus firmus altra vegada movent-se entre les parts i un contrasubjecte diferent per cada un dels quatre versos de l'himne.
- BWV 667 Komm, Gott, Schöpfer, Heiliger Geist ['Vine, Déu Creador, Esperit Sant'], en Organo pleno contra Pedale obligato (partita coral)  escolteu-ho (?·pàg.)

Aquest preludi coral sobre l'himne de Pentecosta de Martí Luter: «Komm, Gott Schöpfer, Heiliger Geist», consisteix en dues variacions enllaçades per un interludi pont: la primera és una miniatura coral similar a BWV 631 de l'Orgelbüchlein, amb un cantus firmus ininterromput a la veu de la soprano; a la segona, els quatre versos del cantus firmus s'escolten al pedal, sota un ritornello imitatiu fluent al teclat que l'acompanya.
- BWV 668 Vor deinen Thron tret' ich ['Davant del vostre tron comparec'] (fragment) (coral de cantus firmus)  escolteu-ho (?·pàg.)

L'acompanyament imitatiu a tres parts del pedal i les dues parts manuals inferiors d'aquest coral estan basades en les figures derivades dels quatre versos de la melodia de l'himne i les seves inversions; cada vers del cantus firmus es pot escoltar a la línia de soprano, sense cap mena d'ornamentació, després de la preimitació a les parts que constitueixen el ritornello.

## Variants
Els preludis corals originals compostos a Weimar són numerats BWV 651a, 652a, etc. Quan hi ha dues o tres versions més primerenques, la numeració utilitza altres lletres de l'alfabet, per exemple, BWV 655a, 655b i 655c. La variant BWV 668a és la versió completa del preludi coral que va ser publicat com a apèndix a l'Art de la fuga, possiblement per a compensar la fuga inacabada, Contrapunctus XIV.

## Publicació
Els 18 Grans Preludis Corals van ser coneguts arreu d'Alemanya al voltant del segle xix, però només l'últim coral estava disponible en format imprès en diverses edicions, gràcies a la seva reputació llegendària com a «coral del llit de mort». Prèviament a les dues edicions, la de Leipzig de Felix Mendelssohn del 1846 (en què va ometre BWV 664, 665, 666 i 668) i la de Griepenkerl i Roitzsch el 1847 (edició completa), l'únic altre preludi coral publicat de la col·lecció era el brillant trio Allein Gott BWV 664, que va aparèixer el 1803 com un dels 38 preludis corals en el quart volum de l'antologia de J. G. Schicht. Els dos preludis corals Nun komm' der heiden Heiland, BWV 659, i Schmücke dich, o liebe Seele, BWV 654, van aconseguir, malgrat això, esdevenir els més coneguts i interpretats. Tant Mendelssohn com Schumann van venerar Schmücke dich: Schumann es va referir a Mendelssohn confessant, després d'una interpretació, que «si la vida em dugués a perdre l'esperança i la fe, aquest sol coral em retornaria la plenitud d'ambdues». Seguint el procés de popularització dels preludis corals, iniciat per Mendelssohn, l'edició definitiva Bach-Gesellschaft, editada per Wilhelm Rust, va ser publicada a Leipzig el 1875.

## Transcripcions
| Arranjador i instrumentació             | Títol publicat | Preludi coral original i nombre BWV |
| --------------------------------------- | --- | --- |
| Carl Tausig (piano)                     | Choralvorspiele für die Orgel von Johann Sebastian Bach: Für das Clavier übertragen von Carl Tausig. Berlín (dedicat a Brahms)                                            | O Lammes Gottes unschuldig, BWV 656 |
| Ferruccio Busoni (piano)                | Orgelchoralvorspiele von Johann Sebastian Bach: Auf das Pianoforte im Kammerstyl übertragen von Ferruccio Benvenuto Busoni, Leipzig, 1898 (dedicat a José Viana da Motta) | Nun komm, der Heiden Heiland, BWV 659 escolteu-ho (?·pàg.); Jesus Christus, unser Heiland, BWV 665; Komm, Gott Schöpfer, Heiliger Geist, BWV 667                                               |
| Max Reger (piano)                       | Ausgewählte Choralvorspiele von Joh. Seb. Bach: Für Klavier zu 2 Händen übertragen von Max Reger, Viena, 1900                                                             | Komm Heiliger Geist, Herre Gott, BWV 651; An Wasserflüssen babylon, BWV 653b; Schmücke dich, o liebe Seele, BWV 654; Nun danket alle Gott, BWV 657; Vor deinen Thron tret ich hiermit, BWV 668 |
| Arnold Schoenberg (orquestra)           | Choralvorspiele von Joh. Seb. Bach instrumentiert von Arnold Schoenberg, Viena, 1925                                                                                      | Schmücke dich, o liebe Seele, BWV 654; Komm, Gott Schöpfer, Heiliger Geist, BWV 667 |
| Wilhelm Kempff (Piano)                  | Musik des Barock und Rokoko, für Klavier übertragen von Wilhelm Kempff, Berlín, 1932                                                                                      | Nun komm' der Heiden Heiland, BWV 659 |
| Leopold Stokowski (Orquestra)           | no publicat, estrenat el 7 d'abril de 1934 | Nun komm' der Heiden Heiland, BWV 659 |
| Ralph Vaughan Williams (cello i cordes) | no publicat; estrena a Londres el 28 de desembre de 1956, amb motiu del 80è aniversari de Pau Casals                                                                      | Schmücke dich, o liebe Seele, BWV 654 |

## Selecció d'enregistraments
- Michel Chapuis, a Bach – The Complete Organ Works (1966–1970)[36]
- Bernard Foccroulle, Leipzig Chorales, Ricercar, RIC212 (2 discos). Enregistrat el 2002 al gran orgue Silbermann de la Catedral de Freiberg, Alemanya, datat de l'any 1714. L'enregistrament també inclou els Preludis i Fugues BWV 546 i 547, i les Variacions Canòniques sobre «Vom Himmel hoch», BWV 769a.
- André Isoir, L'Oeuvre pour Orgue (15 discos), Calliope, CAL 3703–3717 (edició econòmica el 2008). Els preludis corals, enregistrats el 1990 a l'orgue G. Westenfelder de Fère-en-Tardenois, es troben als dos darrers discos, que estan disponibles per separat.
- Ton Koopman, Schübler and Leipzig Chorales, Teldec, 1999 (2 discos). Enregistrat a l'orgue Christian Müller de Leeuwarden, intercalats amb versions dels corals a cappella interpretats per l'Amsterdam Baroque Choir.